# Tinnumborg
Tinnumborg (på nordfrisisk Borig) er en cirka 2 meter høj borgvold i Tinnum på friserøen Sild.
Borgvolden blev oprettet i bronzealderen omkring Kristi fødsel. Den måler 120 x 100 meter i diameter på ydersiden og cirka 80 x 60 meter på indersiden og har en omfang på godt 440 meter. I øst og syd ses spor af en port. Måske fandtes der en tredje port ved borgens vestlige side. Selve volden er op til syv meter høj. Borgen afgrænses i nord af et vandløb (pril), i sydøst af den flade marsk.
Ved en udgravning i 1948 fandtes i borgens sumpede borgplateau et cirka 1,8 meter tykt kulturlag med jernstumper, lidt bearbejdet træ og potteskår fra sen vikingetid. Borgen var formodentlig et germansk kultsted.